# Laurids Ulfeldt
Laurids Ulfeldt (24. januar 1605 på Hindsgavl – 9. juli 1659 i Odense) til Egeskov, hans mødrene gård, som han oprindelig kun ejede i fællesskab med sine brødre Knud, Corfitz og Ebbe, hvilke han dog efterhånden udkøbte. Efter, til dels sammen med andre af sine mange brødre, at have studeret ved en række fremmede universiteter, 1618 i Orleans, 1621 i Leiden, 1625 i Padua, 1626 i Siena ægtede han den 9. oktober 1631 en rig arving, sin afdøde broder Jacobs efterladte fæstemø Sophie Caisdatter Rantzau til Rantzausholm (født 1. december 1616). Den 16. maj 1635 blev han dog enkemand, og da de fire børn, som var frugten af dette kortvarige ægteskab, alle døde før moderen, måtte han afstå hele sin tilgiftede rigdom til hendes slægt og beholdt kun tilbage Harridslevgård, på hvilken hun havde givet ham livsbrev. Han giftede sig på ny i 1640, med Else Olufsdatter Parsberg (født 9. maj 1624); brylluppet synes at være blevet fejret med stor pragt, efter den endnu bevarede fortegnelse over de rige brudegaver at dømme. Medens han hidtil kun i ringe grad havde taget del i det offentlige liv, i 1632 var han blevet løjtnant ved Anders Billes kompagni, blev han i 1642 en af de to landkommissærer på Fyn og beklædte denne navnlig i krigsårene byrdefulde stilling i en række år. En tiltænkt deltagelse som marskal i greve Valdemar Christians Ruslandsfærd 1643 blev derimod opgivet igen. Ved kroningen i 1648 var han med at bære tronhimmelen og erholdt samtidig Bygholm Len, som han beholdt til 1657. Da han samme år havde solgt Egeskov til sin svigerfader, boede han siden dels i sit len, dels på Harridslevgård, hvor han i 1656 modtog besøg af kongen og dronningen. Den påfølgende krig ruinerede ham som så mange andre adelsmænd, så da han, efter i 1658 endnu at have gjort tjeneste som oberstvagtmester ved det sjællandske kavaleri og som en af de fire kommissærer, der skulle føre tilsyn med den svenske hærs forplejning og evakuering for Odense og Hindsgavl Lens vedkommende, døde han i Odense, og hans lig henstod ubegravet i hele 10 år, og han efterlod sin enke (død 15. september 1684) og den datter, som var det eneste af hans mange børn, der overlevede ham, i yderst trange kår. – Laurids Ulfeldt besad i sin velmagt en betydelig samling malerier og bøger og syslede selv med historisk arbejde.